# Rapid Reaction Corps - France
Il Rapid Reaction Corps - France (Corpo di Reazione Rapida - Francia RRC-FR) è un Comando multinazionale della NATO costituito nel 2001 il cui quartier generale è a Lilla, in Francia; guidato dall'Esercito francese è in grado di assumere la guida di una forza terrestre multinazionale la cui consistenza può variare da 5000 a 60000 militari.
Il comando conta circa 430 militari e il suo quartier generale è presso la Cittadella di Lilla realizzata nel XVII secolo dal marchese di Vauban ingegnere militare e maresciallo di Francia.

## Stati partecipanti
Stati membri della NATO e dell'Unione Europea
- Belgio
- Bulgaria
- Francia
- Germania
- Grecia
- Italia
- Paesi Bassi
- Portogallo
- Regno Unito
- Romania
- Spagna

Stati membri della NATO
- Stati Uniti
- Turchia